# Robby Lange
Robby Lange (* 19. Februar 1968  in Berlin) ist ein deutscher Mentaltrainer und Musiker.

## Leben
Robby Lange wuchs in Ost-Berlin auf und kam über seinen Vater Wolfgang Lange, ehemaliger National-Trainer des Kanu-Teams der DDR, zum professionellen Sport. Bei den Olympischen Spielen 2016 in Rio de Janeiro gewann das von Robby Lange als Mentaltrainer betreute Zweier-Kajak-Duo Marcus Groß und Max Rendschmidt gemeinsam eine Goldmedaille.
2017 produzierte er die beiden Musik-CDs entspanntSEIN – Ziele erreichen wie die Besten (Konzentration, Fokus & Klarheit) und entspanntSEIN – Trance-Reisen die gut tun (Powernapping, Blutdruck und Puls senken, Selbstheilungskräfte aktivieren), die beide bei Sony Music erschienen.

## Veröffentlichungen
- 2017: entspanntSEIN – Ziele erreichen wie die Besten (Konzentration, Fokus & Klarheit) (Sony Music)
- 2017: entspanntSEIN – Trance-Reisen die gut tun (Powernapping, Blutdruck und Puls senken, Selbstheilungskräfte aktivieren) (Sony Music)

## Trivia
Vor den Olympischen Spielen 2016 nahm das olympische Kanu-Team gemeinsam mit Simon Goodlife das Lied RIOlympia auf. Robby Lange ist Initiator für das Lied.